# アラン・レイスの三類型
アラン・レイスの三類型（アラン・レイスのさんるいけい）とは、キリスト教の救済論における三類型。アラン・レイス(Alan Race)の説。

## 排他主義
特定の宗教を絶対視する立場。歴史的にキリスト教は、「唯一の中保者」、「唯一の救い主」、「神の独り子」である主イエス・キリストのみ認める排他主義であった。またこの信仰が世界宣教の原動力となった。1980年代まで「排他主義」と呼ばれていたこの立場は、キリスト教信仰の個別制・特徴的な性質を主張することから、現在では一般に「特殊主義」と言われるようになっている。

## 包括主義
カール・ラーナーの無名のキリスト者論。ライムンド・パニカーの『ヒンズー教の知られざるキリスト』。

## 多元主義
ジョン・ヒックの多元主義。あらゆる宗教が唯一の神的実存のまわりをまわるとするコペルニクス的転回を主張。キリスト中心の従来のキリスト教をキリストを中心とする地球中心説（天動説）とし、神を太陽にたとえ、神を中心とする太陽中心説（地動説）を唱える。キリスト教も唯一の神である太陽の周囲をまわる諸宗教の一つであるとする。ジョン・ヒックはキリスト中心主義から神を中心とするパラダイムシフトをなし、ルビコン川を渡った。
日本のカトリック作家遠藤周作もジョン・ヒックの多元主義を受け入れている。彼の晩年の著作「深い河」にはその影響が色濃く見られる。